# Telefoto

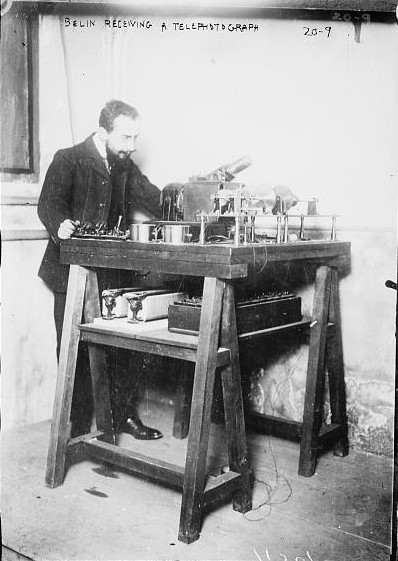
Édouard Belin con su Belinógrafo.

La telefoto o foto cableada es una imagen fotográfica recibida a través de una línea telefónica (analógica), telegráfica o vía radio. El principio de la telefotografía (o fototelegrafía) consiste, durante la transmisión, en la transformación de los niveles de luz captados mediante una célula fotoeléctrica en señales eléctricas para enviarlas por telégrafo, o en señales acústicas para enviarlos por teléfono o por radio. En la recepción, las señales telegráficas van directas, y en el caso de las acústicas, se convierten en tensión, que modula una bombilla u otra fuente de luz para impresionar papel fotográfico o película fotosensible.
Bain era capaz de transmitir imágenes mediante cables telegráficos, por lo que llamó a su invento "recording telegraph" (telégrafo grabador). Frederick Bakewell realizó varias mejoras en el diseño de Bain e hizo demostraciones con una máquina de telefax. En 1855, un sacerdote italiano, Giovanni Caselli, también creó un telégrafo eléctrico que podía transmitir imágenes. Caselli llamó a su invento " Pantelegraph ". Sin embargo, el Pantelegraph fue utilizado y aprobado con éxito en una línea telegráfica entre París y Lyon.
La Western Union transmitió su primera fotografía a mediatinta en 1921. AT&T prosiguió en 1924, y la RCA envió una radiofoto en 1926.[cita requerida] La Associated Press emprendió su servicio de Telefoto en 1935, y creó su propio sello bajo el nombre de AP Wirephoto desde 1963 hasta 2004.[cita requerida] La primera foto transmitida por cable mostraba el accidente de una avioneta en las montañas Adirondack de Nueva York.
Desde el punto de vista tecnológico y comercial, la Telefoto fue heredera del Telediágrafo de 1895, obra de Ernest A. Hummel, que había conseguido transmitir imágenes escaneadas con métodos eléctricos por un enlace dedicado que comunicaba el New York Herald con el Chicago Times Herald, el St. Louis Republic, el Boston Herald, y el Philadelphia Inquirer.
El Belinógrafo de Édouard Belin, de 1913, que escaneaba la imagen por medio de una fotocelda para transmitirla a través de la línea telefónica, sentó las bases del servicio de Telefoto de AT&T. En Europa existió un servicio similar, conocido con el nombre de Belino.[cita requerida]